# Élections législatives monténégrines de 2020
Les élections législatives monténégrines de 2020 ont lieu le 30 août 2020 afin d'élire les 81 députés de la XIe législature du Parlement pour un mandat de quatre ans.
Le scrutin voit la défaite de la coalition au pouvoir menée par le Parti démocratique socialiste (DPS) du Premier ministre Duško Marković. Trois formations d'opposition, les coalitions Pour le futur du Monténégro et La paix est notre nation ainsi que le parti Action réformée unie remportent ensemble la majorité absolue des sièges, et annoncent vouloir former un gouvernement de coalition. Il s'agit de la première alternance politique au Monténégro, le DPS ayant toujours été à la tête du gouvernement depuis la chute du système communiste et l’avènement du multipartisme en 1990, ainsi que depuis l'indépendance du pays en 2006.

## Contexte

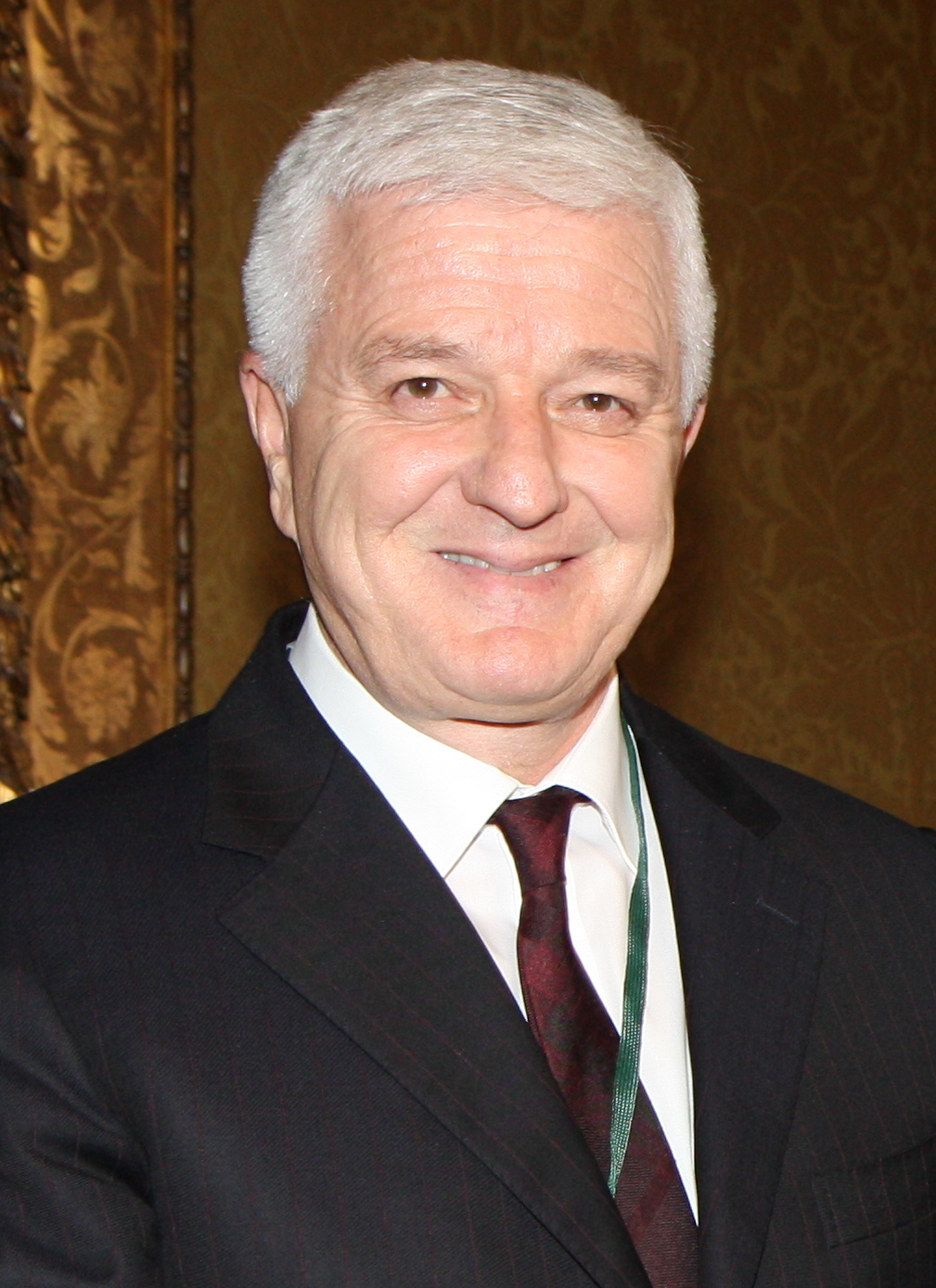
Le Premier ministre sortant Duško Marković.

Les élections législatives d'octobre 2016 voient la victoire du Parti démocratique socialiste (DPS), au pouvoir, qui arrive en tête avec un peu plus de 40 % des voix et décroche 36 sièges sur 81. Le DPS forme un gouvernement de coalition avec quatre partis mineurs : le Parti bosniaque (BS), les Sociaux-démocrates (SD), Albanais décisifs (AO) et l'Initiative civique croate (HGI). Le Premier ministre Milo Đukanović est remplacé par Duško Marković, tous deux membres du Parti démocratique socialiste.
À la suite des événements liés à la tentative de coup d'État par des éléments pro-russes découverte avant sa mise en œuvre le jour des élections, l'opposition boycotte les sessions parlementaires. Trente-neuf des quatre-vingt-un députés refusent ainsi de siéger, exigeant des élections anticipées avant 2019. Faute d'une majorité absolue nécessaire au vote d'une motion de censure, l'opposition ne parvient cependant pas à faire chuter le gouvernement. En septembre 2017, le procès des personnes inculpées dans le complot débute devant la Haute Cour de Podgorica. La liste des inculpés comporte notamment les dirigeants de l'opposition monténégrine et deux ressortissants russes, Eduard Shishmakov et Vladimir Moïssev. Le gouvernement russe nie toute implication.

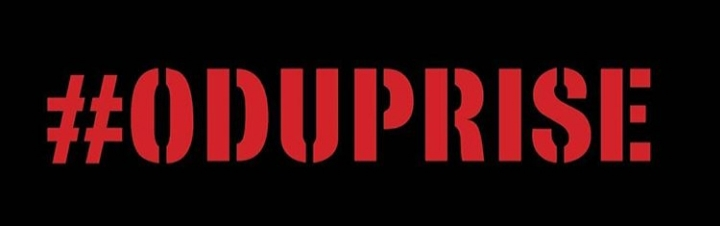
Slogan des manifestants : Résiste !.

Des manifestations de grande ampleur ont par ailleurs lieu dans le pays à partir de février 2019 à l'encontre du gouvernement, accusé de corruption à la suite de fuites de documents et de vidéos laissant soupçonner que des personnalités haut placées du Parti démocratique socialiste s'échangent illégalement d'importantes sommes d'argent pour financer leurs campagnes ainsi que pour corrompre des fonctionnaires,. Les manifestations liées à ces révélations sont exacerbées par la tentative de meurtre à l'encontre de la journaliste d'investigation Olivera Lakić le 8 mai 2018. Celle ci, agressée devant son appartement à Podgorica par un inconnu qui la blesse par balle à la jambe et au ventre avant de prendre la fuite, est spécialisée dans la lutte contre le crime organisé au Monténégro.
Les manifestants réclament le départ du gouvernement de Duško Marković et son remplacement par un gouvernement technique en attendant l'organisation de nouvelles élections libres et équitables. Le mouvement finit cependant par s'essouffler, et prend fin en septembre 2019.

## Système électoral
Le Parlement du Monténégro est un parlement unicaméral doté de 81 sièges pourvus pour quatre ans au scrutin proportionnel plurinominal avec listes bloquées dans une unique circonscription électorale nationale. Les sièges sont répartis selon la méthode d'Hondt à tous les partis ayant franchi le seuil électoral de 3 % des suffrages exprimés. Les partis représentant une minorité ethnique dont les membres totalisent au moins 15 % de la population d'un district sont cependant en partie affranchis de ce seuil, celui ci étant alors abaissé à 0,7 %, pour un maximum de trois sièges. Pour les partis représentant la minorité croate, il descend à 0,35 % et donne droit à un siège.

## Forces en présences
| Parti Nom en monténégrin | Parti Nom en monténégrin                                                      | Idéologie                                                                            | Chef de file        | Résultat en 2016            |
| ------------------------ | ----------------------------------------------------------------------------- | ------------------------------------------------------------------------------------ | ------------------- | --------------------------- |
|                          | Parti démocratique socialiste Demokratska Partija Socijalista Crne Gore (DPS) | Centre gauche Social-démocratie, nationalisme, europhilie                            | Milo Đukanović      | 41,41 % des voix 36 députés |
|                          | Pour le futur du Monténégro Za budućnost Crne Gore (ZBCG)                     | Attrape-tout Conservatisme, populisme, europhilie                                    | Zdravko Krivokapić  | 20,32 % des voix 18 députés |
|                          | La paix est notre nation Mir je naša nacija (MNN)                             | Centre Europhilie                                                                    | Aleksa Bečić        | 10,01 % des voix 8 députés  |
|                          | Parti social-démocrate Socijaldemokratska partija (SDP)                       | Centre gauche Social-démocratie, progressisme, europhilie, nationalisme civique      | Draginja Vuksanović | 5,23 % des voix 4 députés   |
|                          | Sociaux-démocrates Socijaldemokrate (SD)                                      | Centre à centre gauche Social-démocratie, europhilie, atlantisme, social-libéralisme | Ivan Brajović       | 3,26 % des voix 2 députés   |
|                          | Parti bosniaque Bošnjačka stranka (BS)                                        | Centre droit Europhilie, conservatisme social, défense des intérêts bosniaques       | Rafet Husović       | 3,16 % des voix 2 députés   |
|                          | Initiative civique croate Hrvatska građanska inicijativa (HGI)                | Centre droit Europhilie, conservatisme, défense des intérêts croates                 | Adrian Vuksanović   | 0,47 % des voix 1 député    |

## Résultats
|                                    |                                               |                                     |         |       |      |               |               |  |  |
| Partis                             | Partis                                        | Partis                              | Voix    | %     | +/-  | Sièges        | +/-           |  |  |
|                                    | Parti démocratique socialiste (DPS)           | Parti démocratique socialiste (DPS) | 143 515 | 35,06 | 6,35 | 30            | 6             |  |  |
|                                    |                                               | Front démocratique (DF)             | 133 261 | 32,55 | N/a  | 20            | 2             |  |  |
|                                    | Parti socialiste populaire (SNP)              | 4                                   | 133 261 | 32,55 | N/a  | 1             |               |  |  |
|                                    | Mouvement populaire (NP)                      | 3                                   | 133 261 | 32,55 | N/a  | 3             |               |  |  |
| Pour le futur du Monténégro (ZBCG) | Pour le futur du Monténégro (ZBCG)            | 27                                  | 133 261 | 32,55 | N/a  | 6             |               |  |  |
|                                    |                                               | Monténégro démocratique (DCG)       | 51 298  | 12,53 | N/a  | 9             | 1             |  |  |
|                                    | Alliance démocratique (DEMOS)                 | 1                                   | 51 298  | 12,53 | N/a  | 3             |               |  |  |
|                                    | Nouvelle gauche (NL)                          | 0                                   | 51 298  | 12,53 | N/a  | en stagnation |               |  |  |
|                                    | Parti des retraités et handicapés unis (PUPI) | 0                                   | 51 298  | 12,53 | N/a  | en stagnation |               |  |  |
| La paix est notre nation (MNN)     | La paix est notre nation (MNN)                | 10                                  | 51 298  | 12,53 | N/a  | 2             |               |  |  |
|                                    | Action réformée unie (URA)                    | Action réformée unie (URA)          | 22 679  | 5,54  | N/a  | 4             | 2             |  |  |
|                                    | Sociaux-démocrates (SD)                       | Sociaux-démocrates (SD)             | 16 761  | 4,09  | 0,83 | 3             | 1             |  |  |
|                                    | Parti bosniaque (BS)                          | Parti bosniaque (BS)                | 16 279  | 3,98  | 0,82 | 3             | 1             |  |  |
|                                    | Parti social-démocrate (SDP)                  | Parti social-démocrate (SDP)        | 12 835  | 3,14  | 2,09 | 2             | 2             |  |  |
|                                    | Liste albanaise (AL)                          | Liste albanaise (AL)                | 6 488   | 1,58  | 0,31 | 1             | en stagnation |  |  |
|                                    | Coalition albanaise (KS)                      | Coalition albanaise (KS)            | 4 675   | 1,14  | 0,25 | 1             | 1             |  |  |
|                                    | Initiative civique croate (HGI)               | Initiative civique croate (HGI)     | 1 106   | 0,27  | 0,20 | 0             | 1             |  |  |
|                                    | Parti réformateur croate (PCG)                | Parti réformateur croate (PCG)      | 496     | 0,13  | Nv.  | 0             | en stagnation |  |  |
|                                    |                                               |                                     |         |       |      |               |               |  |  |
| Votes valides                      | Votes valides                                 | Votes valides                       | 409 393 | 98,91 |      |               |               |  |  |
| Votes blancs et invalides          | Votes blancs et invalides                     | Votes blancs et invalides           | 4 500   | 1,09  |      |               |               |  |  |
| Total                              | Total                                         | Total                               | 413 893 | 100   | –    | 81            | en stagnation |  |  |
| Abstentions                        | Abstentions                                   | Abstentions                         | 126 133 | 23,36 |      |               |               |  |  |
| Inscrits / participation           | Inscrits / participation                      | Inscrits / participation            | 540 026 | 76,64 |      |               |               |  |  |

## Conséquences

Parti ou coalition arrivé en tête par municipalité.

Le Parti démocratique socialiste (DPS), au pouvoir sans discontinuer depuis la fin du régime socialiste en 1990, vire de nouveau en tête, mais obtient son plus mauvais résultat depuis l'indépendance du pays en 2006, tandis que trois partis d'opposition détiennent ensemble l'exacte majorité absolue des sièges. Cet échec est la conséquence de la fatigue des citoyens envers un parti accusé de corruption et de détournement de fonds publics, ainsi que d'une loi adoptée en 2019 permettant la nationalisation des biens de l'Église orthodoxe serbe.
Dès le lendemain du scrutin, les forces d'opposition Pour le futur du Monténégro, La paix est notre nation et Action réformée unie s'accordent pour mettre en place un « gouvernements d'experts » qui poursuivra la procédure d'adhésion du Monténégro à l'Union européenne, respectera la participation du pays à l'OTAN et révisera les législations controversées, notamment celles sur le patrimoine de l'Église orthodoxe. Le 9 septembre, ces trois forces signent un accord sur la ligne politique du futur exécutif, qui confirme une orientation diplomatique pro-européenne et pro-occidentale ; exclut toute modification des symboles nationaux, renoncement à la reconnaissance du Kosovo comme État indépendant ou revanchisme politique ; prévoit une dépolitisation de plusieurs institutions, un renforcement de la lutte contre la corruption et le crime organisé, et l'abrogation de la loi sur la liberté religieuse qui touchait aux propriétés de l'Église orthodoxe.
Lors de la séance d'installation de la nouvelle législature le 23 septembre, le chef de file de La paix est notre nation Aleksa Bečić est élu président du Parlement par 45 voix favorables sur 81 députés, les députés issus du DPS faisant le choix de l'abstention. Par la suite, les 41 députés de la nouvelle majorité parlementaire font parvenir une lettre au président du Monténégro Milo Đukanović lui demandant de charger Zdravko Krivokapić, chef de file de Pour le futur du Monténégro, de constituer le nouvel exécutif. Le chef de l'État accède à leur requête deux semaines plus tard, après avoir reçu les dirigeants de la future coalition au pouvoir. Zdravko Krivokapić bénéficie alors d'un mois pour présenter son programme et le nouvel exécutif aux députés. C'est finalement le 4 décembre que le gouvernement Krivokapić reçoit la confiance des députés par 41 voix favorables.